# 2 يناير
- السبت
- الأحد
- الاثنين
- الثلاثاء
- الأربعاء
- الخميس
- الجمعة

- 2827 جمادى الآخرة 1446  هـ
- 2928 جمادى الآخرة 1446  هـ
- 3029 جمادى الآخرة 1446  هـ
- 3130 جمادى الآخرة 1446  هـ
- 11 رجب 1446  هـ
- 22 رجب 1446  هـ
- 33 رجب 1446  هـ
- 44 رجب 1446  هـ
- 55 رجب 1446  هـ
- 66 رجب 1446  هـ
- 77 رجب 1446  هـ
- 88 رجب 1446  هـ
- 99 رجب 1446  هـ
- 1010 رجب 1446  هـ
- 1111 رجب 1446  هـ
- 1212 رجب 1446  هـ
- 1313 رجب 1446  هـ
- 1414 رجب 1446  هـ
- 1515 رجب 1446  هـ
- 1616 رجب 1446  هـ
- 1717 رجب 1446  هـ
- 1818 رجب 1446  هـ
- 1919 رجب 1446  هـ
- 2020 رجب 1446  هـ
- 2121 رجب 1446  هـ
- 2222 رجب 1446  هـ
- 2323 رجب 1446  هـ
- 2424 رجب 1446  هـ
- 2525 رجب 1446  هـ
- 2626 رجب 1446  هـ
- 2727 رجب 1446  هـ
- 2828 رجب 1446  هـ
- 2929 رجب 1446  هـ
- 3030 رجب 1446  هـ
- 311 شعبان 1446  هـ

2 يناير أو 2 كانون الثاني أو يوم 2 \ 1 (اليوم الثاني من الشهر الأوَّل) هو اليوم الثاني (2) من السنة وفقًا للتقويم الميلادي الغربي (الغريغوري). يبقى بعده 363 يومًا لانتهاء السنة، أو 364 يومًا في السنوات الكبيسة.

## أحداث
- 1492 - نهاية الحكم الإسلامي لأيبيريا بسقوط غرناطة واستسلام ملكها أبو عبد الله محمد الثاني عشر.
- 1757 - البريطانيون يستولون على مدينة كلكتا الهندية.
- 1788 - جورجيا تصبح الولاية الرابعة التي تقر وتوافق على الانضمام إلى الكونفدرالية الأمريكية.
- 1793 - بروسيا وروسيا تقتسمان بولندا.
- 1865 - قيام الخديوي إسماعيل بتأسيس الهيئة القومية للبريد المصري.
- 1890 - إدارة الرئيس الأمريكي بنجامين هاريسون تعين «أليس سانجر» كأول امرأة تنضم إلى هيئة موظفي البيت الأبيض.
- 1900 - جون هاي يعلن عن سياسة الباب المفتوح لتشجيع التجارة مع الصين.
- 1929 – كندا والولايات المتحدة تتفقان على حماية شلالات نياجارا.
- 1937 - إنجلترا وإيطاليا توقعان على «اتفاق البحر المتوسط» وصيانة استقلال إسبانيا.
- 1942 - مانيلا تسقط بيد القوات اليابانية في الحرب العالمية الثانية.
- 1943 - القوات الألمانية تبدأ انسحابها من القوقاز بعد أن حاصرتها الثلوج خلال الحرب العالمية الثانية.
- 1946 - ملك ألبانيا زوغو الأول يتنازل عن العرش مع احتفاظه بحقه فيه ويبقى في الإسكندرية وذلك لعدم قدرته على العودة لبلاده التي سيطر عليها الشيوعيون.
- 1947 - الزعيم الهندي مهاتما غاندي يبدأ مسيرة من أجل السلام في الهند بعد أن ظهرت بوادر الحرب الأهلية بين الهندوس والمسلمين في شبه القارة الهندية مع اقتراب الاستقلال من الاحتلال البريطاني.
- 1905 - توقيع اتفاقية بورتسمث بين اليابان وروسيا لإنهاء الحرب بينهما بوساطة الرئيس الأمريكي ثيودور روزفلت.
- 1964 - الفريق أيوب خان يتولى رئاسة باكستان.
- 1984 - الجنرال محمدو بوهاري يعلن نفسه رئيسًا لنيجيريا.
- 1986 - افتتاح المسرح القومي في مصر بعد إعادة تجديده.
- 2006 - عناصر من أمناء جبل الهيكل يؤدون طقوسًا دينية تدعو لهدم المسجد الأقصى وعدم تقسيم القدس، ويعتدون على عدد من الشبان الفلسطينيين في باب الخليل والواد بالبلدة القديمة ويحاولون اقتحام المسجد الأقصى.
- 2007 - بان كي مون يستلم مهامه كأمين عام للأمم المتحدة من سلفه كوفي عنان.
- 2009 - الشيخ سعود بن راشد المعلا يتولى حكم إمارة أم القيوين خلفًا لوالده الشيخ راشد بن أحمد المعلا.
- 2014 - حزب رابطة عوامي البنغلاديشي يفوز في الانتخابات العامة وسط أعمال عنف.
- 2016 - إحراق السفارة السعودية في طهران، بعد إعدام السلطات السعودية 47 متهماً بالإرهاب من بينهم عالم الدين المعارض نمر النمر.
- 2022 - استقالة رئيس الوزراء السوداني عبد الله حمدوك من منصبه.
- 2024 -
  - اغتيال القائد الفلسطيني صالح العاروري في بيروت.
  - تعرُّض زعيم المعارضة الكورية الجنوبية، لي جاي ميونغ، لمحاولة اغتيال أثناء حديثه إلى صحفيين في مدينة بوسان الساحلية.

## مواليد
- 1642 - محمد الرابع، سلطان عثماني.
- 1699 - عثمان الثالث، سلطان عثماني.
- 1817 - فرانسوا شاباس، عالم مصريات فرنسي.
- 1857 - فيكتور أوليغ، جيولوجي وإحاثي نمساوي.
- 1872 - ألبرت كومبس بارنز، كيميائي أمريكي.
- 1895 - فولك برنادوت، دبلوماسي سويدي.
- 1926 - بندر بن سعود بن عبد العزيز آل سعود، أمير سعودي.
- 1926 - عبد الواحد الخنيزي، شاعر سعودي.
- 1931 - فرانتشيك شافرانيك، لاعب كرة قدم تشيكوسلوفاكي.
- 1936 - حمد المزيني، ممثل سعودي.
- 1938
  - فاروق الباز، عالم جيولوجيا أمريكي من أصل مصري.
  - مصطفى عيسى، سياسي فلسطيني.
- 1940 - سعود بن فيصل بن عبد العزيز آل سعود، وزير الدولة و عضو مجلس الوزراء و المستشار و المبعوث الخاص لـ خادم الحرمين الشريفين والمشرف على الشؤون الخارجية في المملكة العربية السعودية.
- 1941 - عبد الوهاب الدكالي، مطرب وموسيقار مغربي.
- 1960 - ناوكي أوراساوا، كاتب ورسام مانغا وموسيقي ياباني.
- 1968 - كوبا غودينغ جونير، ممثل أمريكي.
- 1969 - دومينيغوس، لاعب ومدرب كرة قدم برتغالي.
- 1972 - ابتسام عبد الله، ممثلة بحرينية.
- 1977 - آهو تركبنتشه، ممثلة تركية.
- 1979 - هيا الشعيبي، ممثلة كويتية.
- 1981 - ماكسيميليانو رودريغيز، لاعب كرة قدم أرجنتيني.
- 1983 - كايت بوسورث، ممثلة أمريكية.
- 1984 -
  - حسن الرداد، ممثل مصري.
  - سلطان الطوقي، لاعب كرة قدم عُماني.
- 1987 - عبد الله الطراروة، ممثل كويتي.
- 1988 - جوني إيفانز، لاعب كرة قدم أيرلندي شمالي.
- 1991 - دافيدي سانتون، لاعب كرة قدم إيطالي.

## وفيات
- 1919 - تركي الأول بن عبد العزيز آل سعود، أكبر أنجال الملك عبد العزيز آل سعود.
- 1923 - سلمان المحسني، فقيه وشاعر عربي إيراني.
- 1962 - فارس الخوري سياسي ومفكر سوري.
- 1993 - كمال حسين، ممثل مصري.
- 1995 -
- محمد سياد بري، رئيس الصومال.
- مانويل ريفيرا، رسام إسباني.
- 2009 - راشد بن أحمد المعلا، حاكم إمارة أم القيوين.
- 2016 -
- سالم بن غبيشة، رحالة ومستكشف عربي.
- نمر النمر، عالم شيعي سعودي.
- فارس آل شويل، منظِّر تنظيم القاعدة.
- 2020 - نجوى قاسم، مذيعة لبنانية.
- 2021 -
  - مبارك الخصي، ممثل سعودي.
  - وحيد حامد، كاتب مصري.
- 2023 - عبد الرحيم التونسي، ممثل مغربي.
- 2024 - صالح العاروري، قائد عسكري فلسطيني.

## أعياد ومناسبات
- يوم القديس باسيليوس.

## وصلات خارجية
- وكالة الأنباء القطريَّة: حدث في مثل هذا اليوم.
- النيويورك تايمز: حدث في مثل هذا اليوم.
- BBC: حدث في مثل هذا اليوم.